# Halticus apterus
Halticus apterus es una especie de insecto hemíptero de la familia Miridae.  

## Distribución
Se encuentra en África, Europa y el norte de Asia (excluida China). Ha sido introducido en América del Norte en 1903.